# Byrrhinus punctulatus
Byrrhinus punctulatus is een keversoort uit de familie dwergpilkevers (Limnichidae). De wetenschappelijke naam van de soort werd in 1968 gepubliceerd door Joseph Delève.